# An-71 (航空機)
An-71
An-71
- 用途：早期警戒管制機
- 製造者：アントーノウ設計局
- 初飛行：1985年7月12日
- 生産数：3機

An-71（アントノフ71；ロシア語：Ан-71、英語：Antonov An-71）は、ソ連空軍向けに開発された早期警戒管制機（AWACS）である。NATOコードネームは "Madcap"。

## 開発経緯
Tu-126に端を発するソビエトにおけるAWACSの運用は専ら防空軍（PVO）に限られていた。しばしば誤解されているが、ソビエトでは空軍という単一の軍種がすべての空軍力を提供していたわけではなく、空軍と防空軍とはそれぞれが独立した軍種であった。さらに空軍（VVS）は爆撃機を装備し戦略核攻撃も行うVVS-DA、戦闘機や攻撃機を装備し前線で戦術的な能力を提供するVVS-FA、輸送機を装備し航空輸送能力を提供するVVS-VTAに分けられていた。冷戦期の米空軍と比較すると、戦略空軍（SAC）、戦術空軍（TAC）、防空軍団（ADC）、輸送軍団（MAC）の区分けに類似点を見いだせるが、本土防空を専らとする防空軍団が独立軍種であったことにソビエトの特徴がある。そしてソビエト防空軍（PVO）においても能力、機数が不足しさらに老朽化著しいTu-126の後継として、ソビエト空軍（VVS-FA）でも使用される新型のAWACSの開発が計画された。これはE-3セントリーのような大型機とE-2Cのような比較的小型機との二系統を装備を目指しており、ベリエフ設計局のA-50は「E-3セントリーのような」、An-71は「E-2Cのような」運用が画策された。これは空母艦載機としてのE-2Cを指すものではなく、戦術的局面における支援能力を指している。ソビエトは1982年のレバノン紛争の「ガラリアの平和作戦」において、ソビエト製戦闘機を装備するシリア空軍が、アメリカ製戦闘機を装備するイスラエル空軍により、わずか3日ほどの間にヘリコプターを含めると80機以上が撃墜された。一方でイスラエル空軍の空中戦における損害はF-4ファントムが1機であったのは、イスラエル空軍のE-2Cのレーダー能力と支援能力が戦闘機部隊の実質的戦闘能力を拡大したと分析しており、新型AWACSの支援能力は戦闘効率を2.5～3倍に引き上げることが期待された。しばしば誤解されているが、本機はあくまで陸上基地から運用されるソビエト空軍ならびに防空軍の早期警戒管制機（AWCS）として開発されたのであって、ソビエト海軍の空母のための艦上AEWではなかった。

## 概要
An-71は、ソ連のアントノフ設計局（現ウクライナのANTK アントーノウ）が開発した双発STOLジェット輸送機であるAn-72の設計をベースに、既成機を改造して試作機が製造された。胴体後部は再設計され、コアンダ効果を発揮するために高翼配置の主翼のさらに上部に置かれたエンジンの排気を避ける必要性から、レドームは垂直尾翼上端に装備され、全高は9メートルを超えた。また、レドームを揚力中心に近づけるために前進角が与えられた。
レーダーは探知距離350～370キロ、400目標を探知し、120目標を追尾する「Vega-M」を搭載し、発電機は2基から4基に増設され、発電容量は240kVAに強化された。パイロット2名、フライトエンジニア1名、オペレーター3名の計6名の乗組員が乗る区画は与圧された。エンジンはイフチェンコ-プログレス D-436Kの双発だが、AWACSへの改造によって重量が増加し、離着陸時に片方のエンジンが停止した場合の推力が不足したことから、尾部に補助エンジンとしてRD-38Aが搭載されている。これは垂直離着陸機Yak-38Mのリフトエンジンとしても使われたものである。1985年7月12日にAn-72の試作機から改造された1号機が、1986年2月28日にAn-72の量産機から改造された3号機が初飛行した。試作機は3機が製造されたが、2号機は飛行しない静的試験機で、An-72の静的試験機から改造されたものである。
2機の試作機は1号機が387回650時間、2号機が362回380時間の計649回1030時間の飛行を行った。短くなった全長、重量物であり揚力のバランスを崩す垂直尾翼上のレドーム、原型機では排気の影響を避けるために垂直尾翼上端に置かれたがレドームのために胴体後部に移設され振動問題を起こした水平尾翼など、少なからず飛行特性に悪影響を及ぼす問題があったが、1988年4月には高迎え角試験をパスし必要な飛行安定性を確保するに至った。しかしソビエト経済の悪化は以降の開発の進展や生産配備を許す状況になく、最終的に計画は放棄された。

### 海軍型
1984年に試作機の製造契約が結ばれる以前、研究段階の1982年から83年頃にかけて、カタパルト装備のウリヤノフスク級原子力空母での運用を前提とした海軍型の検討が行われた。このプランにはAn-71KまたはAn-75の仮称が与えられ、レーダーシステムは「Kvant-M」を装備し、レドームは垂直尾翼上端から胴体背面へ移設、あるいは胴体下面にゴンドラ式に装備されるなどのアイデアが出されたが、全備重量で30トンを超え、全幅で30メートルを超える機体を空母の格納庫に収まるサイズに再設計する時間と費用が現実的ではないと判断されたことから、Ka-27ヘリックスのAEW型（のちのKa-31）が採用された。
なお、しばしば誤解されているが本機の海軍型が放棄されたのはYak-44に破れたからではない。1979年からヤコブレフ設計局が艦上AEWの研究をしていたのは事実であるが、それはYak-443という2基の推進エンジンと4基のリフトエンジンを持つもので、リフトエンジンによって増大した搭載燃料のためにレーダーシステムが積めない、また予定していたレーダーシステムである「Fakel」の開発失敗などにより、1983年には開発が停止状態となっていた（そのために計画中の本機の海軍型のアイデアが持ち上がった）。現在、Yak-44として知られるプログレスD-27ターボプロップ双発のYak44Eの開発がソビエト閣僚会議で認可されたのは、1989年1月のことである。

## 機体スペック (An-71)
- 全長：23.50m
- 全幅：31.89m
- 高さ：9.20m
- 最大速度：650km/h
- 巡航速度：530km/h
- エンジン：ZMKB イーフチェンコ＝プロフレース　D-436K　2基　RD-38A 　1基
- 乗員：6名